# Somalibuthus demisi
Espèce
Somalibuthus demisi est une espèce de scorpions de la famille des Buthidae.

## Distribution
Cette espèce est endémique de Somalie. Elle se rencontre vers Kismaayo.

## Description
La femelle holotype mesure 29,5 mm.

## Étymologie
Cette espèce est nommée en l'honneur de René Demis.

## Publication originale
- Kovařík, 1998 : « Three new genera and species of Scorpiones (Buthidae) from Somalia. » Acta Societatis Zoologicae Bohemicae, vol. 62, no 2, p. 115-124 (texte intégral).